# Silviu Guga
Silviu Guga (n.17 ianuarie 1944, Bățălar jud. Hunedoara), este poet, prozator, eseist și critic literar. 

## Familie
Silviu Guga s-a născut pe 17 ianuarie 1944 în satul Bățălar, comuna Bretea Română, într-o familie cu doi copii. Tatăl, numit tot Silviu Guga, era  preot., mama, Victoria Guga, învățătoare.. A urmat cursurile școlii primare în satul natal, absolvent mai apoi al Liceului" Decebal" din Deva si al Facultății de Filologie a Universității din Timișoara.

## Activitate publicistică
A debutat în adolescență: „am început să scriu în anii de liceu, la Deva, și mi-am văzut prima dată numele tipărit în revista Tribuna din Cluj, spre bucuria profesoarei mele de română și a unor colegi. Era în 1962.” . Adevăratul debut îl consideră însă în revista Orizont, la care a colaborat cu recenzii. Cu proză a debutat în Amfiteatru, încurajat de Fănuș Neagu și Ion Băieșu. Editorial a debutat într-un volum colectiv, Efigii, alături de Șerban Foarță, Lucian Alexiu, Andrei Ujică, volum apărut la Timișoara în 1968. 
A continuat să colaboreze la mai multe reviste, printre care "Amfiteatru", "Argument", "Cadran", "Contemporanul", "Dacia literară", "Echinox", "Euphorion", "Familia", "Luceafărul", "Meridianul Timișoara", "Orizont", "Ritmuri"(hunedorene)", "România literară", "Transilvania", „Provincia Corvina”, „Cuib literar”, „Discobolul” și Hyperion” ș.a.m.d. A mai colaborat la posturile de radio Radio Timișoara și Radio România - Cultural și la ziare locale din Deva, Cisnădie și Sibiu. 
Coordonator literar al revistei "Cenaclul de la Păltiniș" (Sibiu)  și senior editor al revistei "Algoritm literar" (Călan). Membru în colegiul de onoare al revistei „Rapsodia”.

## Activitatea didactică
A desfășurat o bogată activitate didactică la mai multe școli din Călan (două decenii), Cisnădie și Sibiu și o scurtă perioadă lector asociat la Universitatea Lucian Blaga din Sibiu. Între 1990-2002 a fost membru al Comisiei Naționale de Limba și literatura română.

## Cenaclul literar „Radu Stanca” Călan

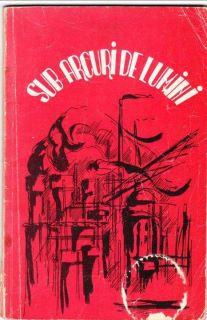
Sub arcuri de lumini", antologie editată de Cenaclul “Radu Stanca” Călan

La Călan a coordonat activitatea cenaclului „Radu Stanca”. Cenaclul a avut ședința inaugurală în 20 decembrie 1974. A fost un simpozion dedicat lui Radu Stanca, cu recital de versuri unde a citit poetul Ionel Amăriuței. Despre eveniment a semnalat Emil Duțu în revista Transilvania, nr.2, din februarie 1975, p.56. .
Cenaclul a funcționat cu intermitențe zece ani și a avut ca membrii de onoare pe Ștefan Augustin Doinaș, Horia Stanca, Anghel Dumbrăveanu și Radu Ciobanu. Însă de-a lungul timpului i-au trecut pragul în calitate de invitați mai mulți scriitori cu notorietate, printre care Mircea Ivănescu, Ion Mircea, Mircea Braga, Ștefan Popescu, Titu Popescu, Luminița Petru, Vasile Andru etc..
În 1978 iese de sub tipar culegerea "Sub arcuri de lumini", antologie editată de Cenaclul “Radu Stanca” și îngrijită de profesorii Ion Marinescu și Silviu Guga, prefațată de Radu Ciobanu, în care se regăsesc: Ionel Amăriuței, Marcel Anghel, Ioan Barb, Otilia Ignat, Violeta Deminescu, Silviu Guga, Ion Marinescu, Ernest Uskar, Mihaela Ispas, Emil Duțu și Nicolina Mihăilă. .

## Activitatea literară si publicistică
A colaborat la mai multe reviste, printre care: Amfiteatru, Argument, Avangarda XXI, Caiete silvane, Cadran, Contemporanul, Cuib literar, Cuvântul românesc, Dacia literară, Echinox, Euphorion, Familia, Luceafărul, Lumina lină, Meridianul Timișoara, Opinia, Orizont, Provincia Corvina, Ritmuri, România literară, Transilvania, Tribuna, la ziare locale din Deva, Timișoara și Sibiu și la postul de radio „România cultural”.

### Debut
A debutat editorial cu proză scurtă în culegerea Efigii (Timișoara, 1968) alături de Șerban Foarță, Lucian Alexiu, Andrei Ujică, George Jurma. 
Debut editorial autonom cu romanul Băiatul din două lumi, care a avut doua ediții în limba română, la editura Psihomedia din Sibiu ( 2007) și editura Karuna din Bistrița ( 2009). Romanul a fost tradus în italiană și maghiară. Ediția maghiară a fost lansată la Pecs în 2010, când orașul din Ungaria a fost Capitală culturală europeană.
Prezent în antologiile Piața aurarilor/Poeți sibieni (trei ediții, 2008, 2009 și 2011), A treia carte a întâlnirilor (2009), Conexiuni (2010), Semințe literare (2010) și Eternități de o clipă/Prozatori sibieni (2010), Artgotica (2011, 2012).
A prefațat sau postfațat numeroase cărți.
Este prezent, de asemenea, cu proză scurtă în culegerea "Sub arcuri de lumini" (1978) a cenaclului "Radu Stanca" din Călan, căruia îi este fondator mentor. În 2007 debutează editorial autonom cu romanul "Băiatul din doua lumi", apărut la Editura Psihomedia, pentru care a primit premiul Filialei Sibiu a Uniunii Scriitorilor din România.

### Volume
- Băiatul din două lumi, Editura Psihomedia, Sibiu, 2007.
- Băiatul din două lumi, edița a II-a Ed.Karuna, Bistrița, 2009.
- Guvernat de memorii, Editura Cenaclul de la Păltiniș, Sibiu, 2013.

### Antologii
- Piața aurarilor. Poeți sibieni, coord. Ioan Radu Văcărescu, Editura InfoArt Media, Sibiu, 2009.
- Piața aurarilor. Poeți sibieni, coord. Ioan Radu Văcărescu, ediția a 2-a, revăzută și adăugită, Editura InfoArt Media, Sibiu, 2010.
- Piața aurarilor. Poeți sibieni, coord. Ioan Radu Văcărescu, ediția a 3-a, revăzută și adăugită, Editura InfoArt Media, Sibiu, 2011.
- Eternități de o clipă – prozatori sibieni, coord. Ioan Radu Văcărescu, Editura InfoArt Media, Sibiu, 2010.
- Semințe literare, coord. Daniel Lăcătuș, Editura Pim, Iasi, 2011.
- Artgotica, coord. Călin Sămărghițan, Edirura ATU, Sibiu, 2011.

## Premii
- 2007 - Premiul pentru debut al Uniunii Scriitorilor din România, filiala Sibiu. Arhivat în 4 februarie 2019, la Wayback Machine.